# گردیبی (آلاداغ)
گردیبی (به ترکی استانبولی: Gerdibi) یک منطقهٔ مسکونی در ترکیه است که در آلاداغ، آدانا واقع شده‌است.